# زعفرانیه ۱۴ تیر
زعفرانیه ۱۴ تیر نام نخستین فیلم سید علی هاشمی در مقام کارگردانی است به تهیه‌کنندگی سلیمان علی‌محمد و نویسندگی جابر قاسمعلی و محصول سال ۱۳۹۷ است.
این فیلم برای نخستین بار در اردیبهشت ۱۳۹۸ در بخش بازار سی و هفتمین جشنواره جهانی فیلم فجر به نمایش درآمد.

## داستان فیلم
«زعفرانیه ۱۴ تیر» یک درام اجتماعی است و دربارهٔ یک خانواده پولدار سطح بالاست که یک اتفاق، باعث بحرانی عجیب در خانواده می‌شود…

## بازیگران
- مهدی هاشمی
- نازنین بیاتی
- هنگامه قاضیانی
- مسعود رایگان
- لیندا کیانی